# Acqua Sant’Anna
Sant’Anna di Vinadio, oder einfacher Acqua Sant’Anna, ist ein Mineralwasser, das aus zwei verschiedenen Quellen in der Gemeinde Vinadio (CN) im oberen Stura-Tal in den piemontesischen Seealpen fließt die von der Firma Fonti di Vinadio SpA abgefüllt und vertrieben wird.

## Unternehmen
Fonti di Vinadio ist eine Aktiengesellschaft, die 1996 von der Familie Bertone gegründet wurde und zuvor im Bausektor tätig war. Alberto Bertone hat von der Stiftung die Positionen des Präsidenten und des CEO übernommen und behält diese weiterhin bei. Das Verkaufsbüro befindet sich in Turin, der Sitz und die Produktionsstätten befinden sich in der Gemeinde Vinadio. Das Unternehmen ist sehr schnell gewachsen und in etwa zehn Jahren (2007) hat die Marke Sant’Anna eine führende Position auf dem Mineralwassermarkt erlangt und 2009 12 % des italienischen Marktanteils erreicht.
Auf einer außerordentlichen Aktionärsversammlung vom 26. Juni 2020 wurde die Umbenennung der „Fonti Vinadio S.p.A“ zum 20. Juli 2020 in „Acqua Sant’Anna S.p.A.“ beschlossen.

## Quelle
Die Quelle, die ursprünglich für die Abfüllung von Sant’Anna-Wasser verwendet wurde, war die von Vinadio auf 1503 m ü. M., aber seit den 2000er Jahren wurde eine zweite Quelle hinzugefügt, aus der Wasser entnommen wird: die Rebruant-Quelle. In Wirklichkeit besteht letzteres aus vier verschiedenen Quellen, die zum selben hydrogeologischen Becken gehören, von denen sich die höchste auf 1950 m über dem Meeresspiegel befindet. Das Unternehmen vermarktet das Wasser aus den beiden Quellen mit unterschiedlichen Etiketten. Tatsächlich wird eines in Discountern und das andere im gesamten GDO-Netzwerk verkauft. Die ersten schriftlichen Aufzeichnungen über die Gewässer der Quellen von Vinadio stammen aus dem 16. Jahrhundert. In historischen Dokumenten wird die Leichtigkeit des Wassers hervorgehoben, das von den Pilgern getrunken wurde, die zum Heiligtum von Sant’Anna hinaufgingen.

## Chemische Zusammensetzung
Das Wasser aus den beiden Quellen hat unterschiedliche chemische und physikalische Eigenschaften. Beide Wässer können jedoch aufgrund ihres geringen festen Rückstands und der begrenzten Härte und Anwesenheit von Ionen als minimal mineralisiertes Wasser und als Wasser mit niedrigem Natriumgehalt und zur Ernährung von Neugeborenen klassifiziert werden. Insbesondere das Wasser aus der Rebruant-Quelle hat einen festen Rückstand von 22 mg / l und die Vinadio-Quelle hat einen Natriumgehalt von 0,9 mg / l.
| Wert                                            | Sant’Anna Fonte Vinadio | Sant’Anna Fonte Rebruant |
| ----------------------------------------------- | ----------------------- | ------------------------ |
| TDS bei 180º mg/l                               | 39,2                    | 22,3                     |
| Temperatur an der Quelle                        | 8,0 °C                  | 7,3 °C                   |
| Härtegrad                                       | 2,8 °F                  | 0,9 °F                   |
| spezifische elektr. Leitfähigkeit bei 20º μS/cm | 65,8                    | 21,7                     |
| pH bei 20 °C                                    | 7,4                     | 6,9                      |
| Kohlendioxid mg/l                               | 2,5                     | 3                        |
| Hydrogencarbonat mg/l                           | 26,2                    | 6                        |
| Sulfat mg/l                                     | 7,8                     | 3,4                      |
| Silizium mg/l                                   | 5,2                     | 10,1                     |
| Natrium mg/l                                    | 0,9                     | 1,9                      |
| Calcium mg/l                                    | 10,5                    | 1,6                      |
| Nitrat mg/l                                     | n. d.                   | 1                        |
| Fluorid mg/l                                    | 0,04                    | 0,07                     |
| Ammonium/Nitrit                                 | N.R.                    | N.R.                     |